# Hoff Building
El Hoff Building es un edificio en la ciudad de Boise, la capital del estado de Idaho (Estados Unidos). Fue diseñado por el estudio de arquitectura Tourtellotte & Hummel de Boise y construido en 1930 al estilo art déco. El edificio originalmente se conocía como el Hotel Boise, y es un recurso que contribuye en el Distrito del Área del Capitolio de Boise, incluido en el Registro Nacional de Lugares Históricos el 12 de mayo de 1976. Con 11 pisos en 1930, el edificio se considera el primer rascacielos de Boise y está catalogado como el décimo edificio más alto de la ciudad.

## Historia
El Hotel Boise fue construido en 1930 para el desarrollador de Boise, Walter E. Pierce, en el antiguo emplazamiento de una Iglesia Metodista. El edificio incluía 400 habitaciones de hotel y 10 apartamentos,y los inquilinos comerciales incluían la tienda de regalos Leah's Corner Cupboard, el Salón de Belleza Artística de Veda Renfro, Barber Shop de Lee McClelland, la Asociación de Automóviles de Norteamérica, y el Hotel Boise Cab Co. El primer gerente del hotel fue Earl McInnis, y el hotel fue una de las primeras filiales de Western Hotels Company.
Hotel Boise operó desde 1930 hasta 1976, cuando se vendió a Hoff Companies, Inc. El nuevo propietario cambió el nombre a Hoff Building, renovó el edificio para espacio de oficinas, agregó dos pisos y eliminó las características Art Deco. Dos años después, el edificio se vendió a EBCO Inc. y se reinstalaron los detalles art déco.